# Ленивая площадка

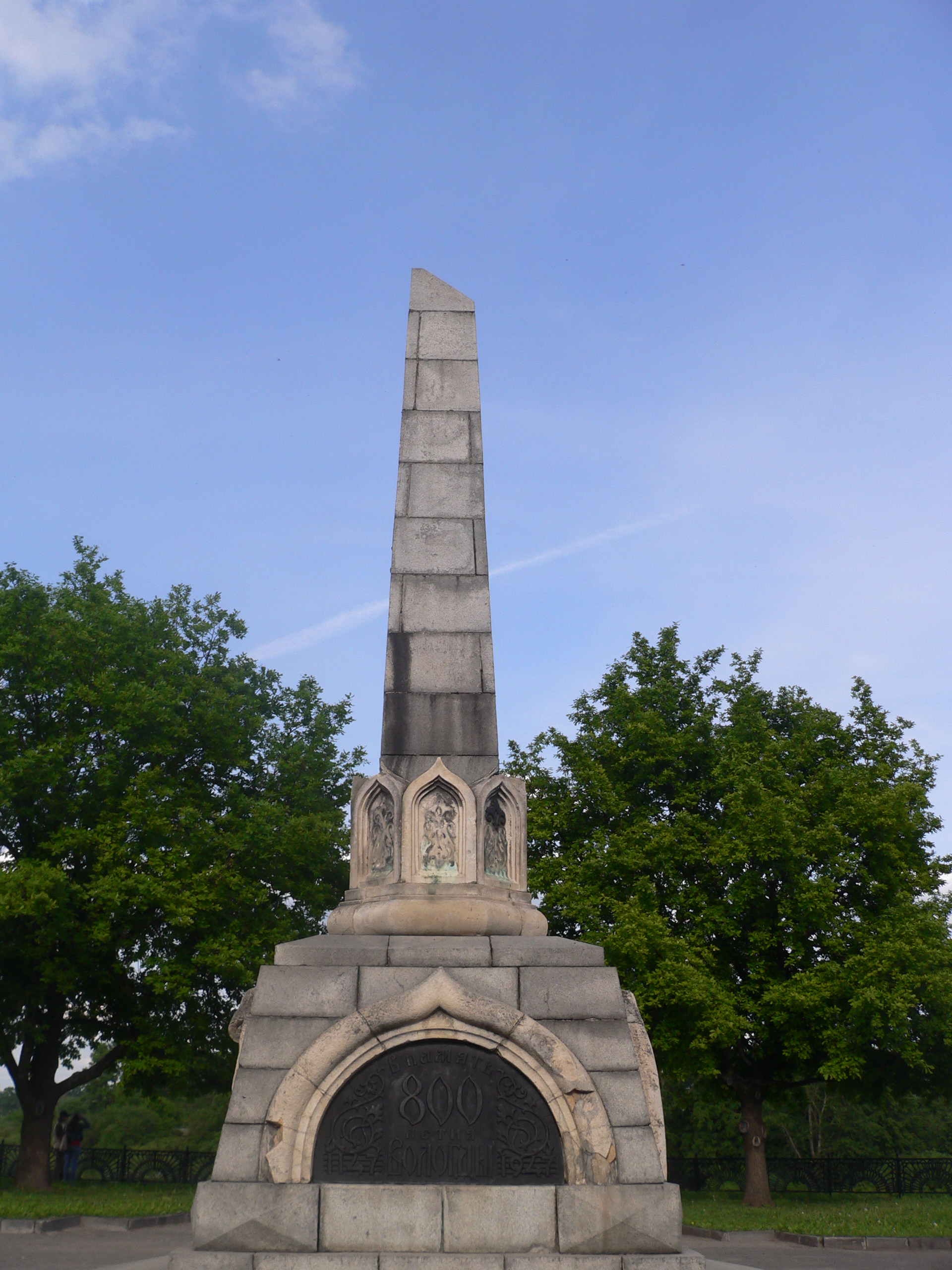
Обелиск в честь 800-летия Вологды, установленный в 1959 году на Ленивой площадке. Скульпторы Г. и Т. Контаревы

Лени́вая площа́дка — древнейшая часть Вологды, центр Вологодского городища.
Топоним Ленивая площадка дублирует название рынка «Ленивый торг», упоминающийся с XVII века. Ленивыми назывались торги, где товар продавался прямо с телег
Расположена в излучине реки Вологды, в районе современного монумента в честь 800-летия Вологды на улице Бурмагиных.
Первый письменный источник «Чудеса и деяния и преславные новоявленная творения преподобного и приснопамятного Отца нашего Герасима», где упоминается Ленивая площадка, относится к 1666 году. В нём сообщается:

«Лета 6655 (1147) Августа в 19 день, на память святого мученика Андрея Стратилата, прииде Преподобный отец Герасим от богоспасаемого града Киева, Глушенскаго монастыря постриженник, к Вологде реке, ещё до зачала града Вологды, на великий лес, на средний посад Воскресения Христова Ленивыя площадки малаго Торжку, и создал пречестень монастырь во славу Пресвятыя Троицы, от реки Вологды расстоянием на полпоприща».

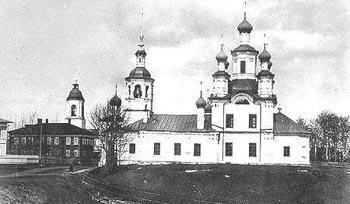
Церковь Воскресения Христова, что на Ленивом Торгу. Снесена в 1930-х годах

Археологические раскопки не дали подтверждений существования в XII веке городской территории на месте Ленивой площадки и Вологодского городища, как указано в повести о чудесах Герасима. Археологические исследования, проведённые в 1992 году И. П. Кукушкиным в 150 метрах от Ленивой площадки, выявили древнейшие слои в этой местности, относящиеся к XIII веку. Результаты этих и других раскопок подтверждают возникновение на месте Ленивой площадки поселения не ранее XIII века, что согласуется с достоверными письменными источниками, первое упоминание Вологды в которых относится к 1264 году.
На Ленивой площадке находилась церковь Воскресения Христова, упомянутая в летописи о чудесах Герасима. С 1503 по 1588 гг. (то есть до времени освящения Софийского собора), церковь была кафедральным собором. До 1560-х годов на Ленивой площадке находился Архиерейский двор. В 1792 году на месте сгоревшей деревянной церкви Воскресения была построена каменная, просуществовавшая до 1930-х годов. В 1959 году на её месте был воздвигнут обелиск в честь 800-летия Вологды с барельефами, отображающими основные вехи истории города. Высота памятника составляет 7,35 м.
С начала XX века топоним «Ленивая площадка» не употребляется.
1300—1340 годы — этим временем датируется вологодская берестяная грамота № 1, найденная в Вологде в 2015 году на улице Ударников, 2, в районе Ленивой площадки.